# سنكلير روس
سنكلير روس هو مصرفي كندي، ولد في 22 يناير 1908 في Shellbrook, Saskatchewan ‏ في كندا، وتوفي في 29 فبراير 1996 في فانكوفر في كندا بسبب مرض باركنسون.

## وصلات خارجية
- سنكلير روس على موقع إن إن دي بي (الإنجليزية)